# Fashion Garden
『Fashion Garden』（ファッションガーデン）は、2000年10月14日から2001年1月6日、2001年10月6日から同年12月22日、2002年10月12日から2003年1月4日まで琉球朝日放送で放送されていた教養番組である。メイクマンの一社提供。放送時間は3期ともに毎週土曜 12:55 - 13:00 （日本標準時）。

## 概要
ガーデニングをテーマにしたミニ番組。収録はメイクマン美浜店で行われていた。
番組終了から6年後の2009年4月からは、番組を再編集した動画が『ゆるゆるーと沖縄物語』というウェブサイトで配信されていた。配信日は毎月1日と15日。このウェブ配信版では、タイトルが「メイクマンファッションガーデン」とカタカナ表記になっていた。

## 出演者
- 宮良安利（メイクマン美浜店勤務）
- 諸見里杉子

## スタッフ
いずれも琉球トラストのスタッフ。
- 演出：新垣三子、国吉貴子
- 技術：杉山正典、外間喜次 ほか

## 挿入歌
いずれも女性デュオのOne Wish （ワン・ウィッシュ）が歌唱を担当。
- 2000年：wherever you go
- 2001年：Surrender
- 2002年：I'll Be Your Angel